# Калвін (Луїзіана)
Калвін (англ. Calvin) — селище (англ. village) в США, в окрузі Вінн штату Луїзіана. Населення — 242 особи (2020).

## Географія
Калвін розташований за координатами 31°57′42″ пн. ш. 92°46′33″ зх. д. / 31.96167° пн. ш. 92.77583° зх. д. (31.961692, -92.775806).  За даними Бюро перепису населення США в 2010 році селище мало площу 5,94 км², уся площа — суходіл.

## Демографія
Згідно з переписом 2010 року, у селищі мешкало 238 осіб у 90 домогосподарствах у складі 68 родин. Густота населення становила 40 осіб/км².  Було 119 помешкань (20/км²).
Расовий склад населення:
| - 87,4 % — білих - 11,8 % — чорних або афроамериканців |

До двох чи більше рас належало 0,8 %. Частка іспаномовних становила 0,0 % від усіх жителів.
За віковим діапазоном населення розподілялося таким чином: 24,4 % — особи молодші 18 років, 57,5 % — особи у віці 18—64 років, 18,1 % — особи у віці 65 років та старші. Медіана віку мешканця становила 42,7 року. На 100 осіб жіночої статі у селищі припадало 88,9 чоловіків;  на 100 жінок у віці від 18 років та старших — 97,8 чоловіків також старших 18 років.
Середній дохід на одне домашнє господарство  становив 42 206 доларів США (медіана — 33 125), а середній дохід на одну сім'ю — 49 198 доларів (медіана — 44 063). Медіана доходів становила 35 625 доларів для чоловіків та 21 563 долари для жінок. За межею бідності перебувало 30,4 % осіб, у тому числі 41,0 % дітей у віці до 18 років та 4,2 % осіб у віці 65 років та старших.
Цивільне працевлаштоване населення становило 71 особа. Основні галузі зайнятості: освіта, охорона здоров'я та соціальна допомога — 18,3 %, транспорт — 16,9 %, роздрібна торгівля — 15,5 %.